# Ad Lutters
Adrianus Hubertus Aloysius (Ad) Lutters (Swalmen, 1944) is een Nederlands politicus, adviseur en interim-manager.

## Loopbaan
Ad Lutters werd geboren als zoon van een politieman en zat van 1956 tot 1963 op het internaat van het Gymnasium Immaculatae Conceptionis van de franciscanen in Venray. Hij ging daarna het klooster in, maar na drie jaar koos hij toch voor een ander leven. Lutters is daarna afgestudeerd in de rechten en was werkzaam op de provinciale griffie van Limburg, toen hij in 1976 promoveerde aan de Rijksuniversiteit Utrecht op het proefschrift Gedeputeerde Staten, hun taken en bevoegdheden, waarin hij stelde dat verkleinen van de provincies niet mogelijk is. 
Begin 1986 werd hij gemeentesecretaris van Maastricht. In 1998 werd hem ontslag verleend omdat hij chronische rugklachten had waardoor hij die functie moeilijk kon voortzetten. Daarna werkte hij als adviseur/interim-manager (zo was hij gemeentesecretaris-ad interim in Tegelen) en eind 2005 volgde zijn benoeming tot waarnemend burgemeester van Thorn. Op 1 januari 2007 ging die gemeente op in de nieuwe gemeente Maasgouw, waarmee zijn functie kwam te vervallen.
Na de gemeenteraadsverkiezingen van 2010 werd hij informateur in Sittard-Geleen. Eind november werd Lutters wederom als informateur aangesteld. Ditmaal voor de gemeente Eijsden-Margraten waar op 24 november gemeenteraadsverkiezingen plaatsvonden.

## Referentie
1. ↑   . Gearchiveerd op 1 december 2021.

- Gemeinsame Normdatei: 172242134
- International Standard Name Identifier: 0000 0003 7018 2746
- Nederlandse Thesaurus van Auteursnamen: 069649510
- Virtual International Authority File: 241621565
- WorldCat: E39PBJkdhqKYGHkHPwjqBffTHC